# ウルトラの父
ウルトラの父（ウルトラのちち、英表記：Father of Ultra）は、円谷プロ制作の特撮テレビドラマシリーズ「ウルトラシリーズ」の作品に登場する、架空のキャラクター。
1972年放映の『ウルトラマンA』第27話「奇跡! ウルトラの父」で初登場した。

## 概要
M78星雲光の国の宇宙警備隊の初代隊長で、後に最高司令官・大隊長を務める。
ウルトラの母とは夫婦関係にあり、ウルトラマンタロウの実父にしてウルトラマンAの養父であり、ウルトラマンタイガの実祖父である。ウルトラセブンは義理の甥という設定もかつては使用されていたが、2016年以降は使用されていない。ゾフィーの幼少期に戦死した彼の父とは、親友同士であった。初代ウルトラマンなどの他のウルトラ兄弟には、血縁関係こそないもののその偉大さや人柄から、実父のように慕われている。
ウルトラシリーズの根幹であるM78世界においては地球を訪れるたびに奇跡的な力を示していたことから、ウルトラ戦士のみならず地球人からも尊敬されており、『ウルトラマンメビウス』ではウルトラの父降臨祭なる記念日まで制定されていることが判明する。後述のサンタクロースなどの姿は見せるが、一体化する特定の地球人は持っていない。
本名は2009年の映画『大怪獣バトル ウルトラ銀河伝説 THE MOVIE』でウルトラマンケンと設定された。
『ウルトラマンA』第27話で初登場した。ヒッポリト星人にブロンズ像のように固められたウルトラ5兄弟の救出に現れ、ヒッポリト星人と戦って善戦したが、超スピードで急行した長旅の疲労で大量のエネルギーを消費していたことから本来の力を出すことができず、残りの全エネルギーをAに与えて復活させた後で力尽きる。その後、第38話で復活してサンタクロースの姿で現れる。『ウルトラマン80』第38話では空に映るイメージとして登場し、ウルトラマン80を励ました。
その後のテレビシリーズでは長らく登場しなかったが、久々にM78世界が舞台で昭和ウルトラシリーズと世界観を共有する『メビウス』では、ウルトラマンメビウスを地球へ送り出す際に登場する。第37話ではジャシュラインによって黄金にされたメビウスを助けるが、作中では過去に地球を訪れた時期（現実では登場した放送回）が主にクリスマス前後だったことを記念する前述の降臨祭が開かれていた時期だったこともあり、人々から大声援を浴びている。
『ウルトラ銀河伝説』では、光の国を襲撃したウルトラマンベリアルを迎え撃つ。ベリアルとはウルトラ大戦争を共闘した旧友であり、対峙した際は説得して平和的解決を試みていたが、結局は戦うことになって敗北し、光の国や他の戦士とともに氷結してしまう。その後、ウルトラマンゼロがベリアルを倒し、プラズマスパークエネルギーコアを取り戻したことで復活している。

## 登場作品

### テレビシリーズ
1. 『ウルトラマンA』（1972年）：第27話、第38話
2. 『ウルトラマンタロウ』（1973年）：第39話、第40話、第51話
3. 『ウルトラマンレオ』（1974年）：第38話・第39話
4. 『ウルトラマン80』（1980年）：第38話
5. 『ウルトラマンメビウス』（2006年）：オープニング、第1話、第27話、第29話、第37話、第49話・第50話
6. 『ウルトラマンギンガ』（2013年）：第6話、第11話
7. 『ウルトラマンジード』（2017年）：第24話、第25話

### 劇場版・オリジナルビデオなど
1. 『ウルトラマン怪獣大決戦』（1979年）
2. 『ウルトラマン物語』（1984年）
3. 『ウルトラマングラフィティ おいでよ!ウルトラの国』（1990年）
4. 『ウルトラマン超闘士激伝』（1996年）
5. 『新世紀ウルトラマン伝説』（2002年）
6. 『新世紀2003ウルトラマン伝説 THE KING'S JUBILEE』（2003年）
7. 『大怪獣バトル ウルトラ銀河伝説 THE MOVIE』（2009年）
8. 『ウルトラマンゼロ THE MOVIE 超決戦!ベリアル銀河帝国』（2010年）
9. 『劇場版 ウルトラマンジード つなぐぜ! 願い!!』(2018年)
10. 『ウルトラギャラクシーファイト 大いなる陰謀』(2020年)
11. 『ウルトラギャラクシーファイト 運命の衝突』(2022年)

## ウルトラの父を演じた人物

### 人間体
- サンタクロース（演：玉川伊佐男）
- サコミズ シンゴ （演：田中実）

### 声の出演
- 梶哲也（『ウルトラマンA』）
- 鹿島信哉（『ウルトラマンタロウ』）
- 石田太郎（『ウルトラマン物語』）
- 塩屋浩三（『ウルトラマングラフィティ』）
- 玄田哲章（『ウルトラマン超闘士激伝』）
- 西岡德馬（『ウルトラマンメビウス』『ウルトラマンジード』）
- 金子はりい（『ウルトラマンギンガ』）
- 飯島肇（『ウルトラギャラクシーファイト』シリーズ[9]）

### スーツアクター
- 今井朝幸（『ウルトラマン物語』）[10]
- 石川真之介（『ウルトラマンジード』）

## データ
ウルトラホーン
頭の角はウルトラの父の家系のみに伝わるもので、宇宙の情報をキャッチするアンテナの役目を果たしており、14万年かけて現在の長さになった。
髭
髭はウルトラ族のうち4万歳以上の者にしか生えず、2022年現在に登場済みのウルトラ戦士で生やしているのは、ウルトラの父とウルトラマンキング、そしてウルトラマンチャックのみである。
『大怪獣バトル ウルトラ銀河伝説 THE MOVIE』で登場した「ウルトラマンケン」としての姿は、ウルトラホーンがやや小ぶりで髭はなく、バックルの形状も異なっていた。ウルティメイトウォーズのエンペラ星人戦でウルティメイトブレードを持ったことで覚醒を遂げてウルトラホーンが大きくなり、現在の姿に転身したとされる。その後の「ベリアルの乱」では、かつての戦友に真の力を使う決意ができずケンの姿のままで戦っていたが、当時の後悔から元の姿に戻ることを自ら封印し、以後はずっと現在の姿で活動している。

### 技・能力
ファザーショット（ファザー光線）
両腕をL字型に組んで右腕から放つ破壊光線。『A』第38話でナマハゲを倒したほか、漫画『ウルトラマン超闘士激伝』でもメフィラス大魔王に使用した。
クレッセントショット（クレセントショット、ファザー光線）
手先から発射する三日月状光弾。『A』第27話でヒッポリト星人にダメージを与えた。
ウルトラシャワー
両手先を合わせて強力水流を放射する技。火を消すほか、ヒッポリト星人のヒッポリトタールを洗い流すことも可能。TACを囲む炎を消し、ブロンズ像のように固められたエースを元の姿に戻した。
エネルギービーム
『A』第38話で使った右手から放つ回復光線。サンタクロースの状態で使用し、エネルギーをAに供給した。
パワービーム
ウルトラホーンから放射するエネルギー光線。映画『ウルトラマン物語』で、タロウのウルトラホーンにエネルギーを集める特訓の際に使用した。5万年前にジュダが現れた際、父自身も自分の父親（タロウの祖父）から同じ特訓を受けていたという。
ファザーチョップ
相手の喉元に叩き込む、強力な水平打ち。『A』第27話のヒッポリト星人との戦いで披露した。
ファザーキック
すべてのパワーを足に集中して放つ、メガトンキック。ヒッポリト星人戦では、眼前でジャンプして顔面に蹴り込んだ。また、ジャシュライン戦では、腹部めがけて回し蹴りを繰り出した。
ファザー投げ（ファザースロウ）
敵を前方の地面に投げ落とす技で、ヒッポリト星人戦やジャシュライン戦で使用してダメージを与えた。
ファザーバリヤー
キングザウルス三世のカーテン状バリヤーを再現したもの。映画『ウルトラマン物語』で、タロウの特訓のために使った。
カラータイマーによるエネルギー回復（名称不明）
自分のカラータイマーを外して投げて仲間のウルトラ戦士を回復させることができるが自分は倒れてしまう。長旅の疲労でヒッポリト星人に苦戦し、まだ動けないAにカラータイマーを投げ、エネルギーを回復させて倒れた。
ファントムファイヤー
念力で相手の足元に炎を発生させる。映画『ウルトラマン物語』で、タロウの特訓のために使った。
テレパシー光線（名称不明）
映画『ウルトラマン物語』で使った技。頭から光線を放ち、幼少時のタロウの心にミクラスとエレキングの戦いを映し出した。
ウルトラチャージ
『メビウス』第37話でカラータイマーから放った光線。黄金像にされたメビウスの壊れかけたカラータイマーを直してエネルギーを回復させ、メビウスを復活させた。
チェインジング・フラッシャー
前方に突き出した右手先から赤色の光線を発射する。映画『ウルトラマン物語』で、タロウを地球へ派遣する際に使用した。
タイマーシュート（本編未使用）
カラータイマーから発射する光線。
ビッグ光線（本編未使用）
ゾフィーのM87光線によって塗り替えられる以前、光の国公認世界記録の80万度を記録していた熱光線。
ウルトラコクーン
『ジード』第25話で使用された半球状のバリア。ベリアル アトロシアスとの戦いで窮地に陥ったジードの前に現れて撤退を命じ、自分とベリアルを包み込む光の繭を張ることでベリアルを一時的に封じ込め、ジードに再変身までの時間的猶予（20時間以上）を与えたが、ベリアルを抑え込み続けることは叶わず、破られてしまった。
飛行能力
宇宙の長期間の航行の際には、緑の光の玉で全身を包んで高速飛行する。

### 道具・武器
ウルトラアレイ
腰のウルトラバックルに隠された鉄アレイ形の秘密武器。特殊な閃光エネルギーをはじめ、強烈な閃光を放射して一時的に敵の視力を奪うなど、様々な能力を発揮する。『ウルトラマンA』では一時的にヒッポリト星人の動きを止め、『ウルトラマンメビウス』では光の国を発つメビウスにメビウスブレスを装備させるために使った他、自らが地球を訪れた際にジャシュラインの光線（ゴールデンジャシュラー）を弾き返したうえ、額のランプを一撃で破壊した。
ウルトラフェザー
投げつけて敵に突き刺す孔雀の羽根のような形状の武器。突き刺さると同時に強い衝撃波を放射し、敵を粉砕する。『ウルトラマンタロウ』第51話では、リンドンを一撃で完全死に至らしめた。
ウルトラクラウン
『タロウ』第51話で使った花の冠のような道具。生命エネルギーを放射し、死んだ人間を甦らせることができる。リンドンの襲撃で死亡した女性・珠子を甦らせた。
ウルティメイトブレード
3万年前のエンペラ星人との戦いで使った伝説の聖剣。『メビウス』第49話の回想シーンで登場。代々ウルトラの母（ウルトラウーマンマリー）の家系が守ってきたことが、『ウルトラギャラクシーファイト 大いなる陰謀』で判明。
ウルトラキー
光の国の運行を司る鍵。第2ウルトラタワーに隠されており、これを失うとウルトラの星は闇に包まれて軌道を外れ、宇宙をさまよってしまう。光線銃としても使用でき、一撃で天体を粉砕するほどの威力を備えている。セブンは幼少時、光の国に接近した悪魔の星デモス一等星をウルトラの父がキーを使って粉砕した様子を見ている（ダンの回想シーンで登場）。

## 劇中での活躍

### 『ウルトラマンA』
第26話では声のみだが、北斗星司と南夕子にテレパシーで「Aに変身してはいけない」と警告。続く第27話では、ブロンズ像にされたウルトラ5兄弟を助けるために登場。Aを元の姿に戻してヒッポリト星人と戦って善戦するも、宇宙での長旅の疲れが出て次第に劣勢となり、Aに自分のカラータイマーを渡し、目の点滅が消え力尽きたが、5兄弟によって光の国に運ばれた。
第38話で復活を遂げ、サンタクロースの姿で登場。飄々とした言動で北斗に正体を明かしそうになっている。スノーギランにダウンしたAを助け、スノーギランを操るナマハゲを倒した。その後、スノーギランの閃光で失明した人々は、夕子を呼んで彼女が放った虹状の光線で回復させた。
放送当時に連載された内山まもるの漫画版ではテレビ登場前のために黒いシルエットでの登場で、エネルギーを使い果たして死亡する展開は同じだが、ヒッポリト星人をそのまま倒している。

### 『ウルトラマンタロウ』
第39話、第40話、第51話に登場。
第39話ではタロウとモチロンの戦いに割って入り、餅を食い荒らすモチロンを叱責して月への帰還を命じた。タロウと夕子がモチロンを臼にして餅つきを行なう光景を見届けると、夕子とともにモチロンを月に連れていった。第40話では、火星でタイラントと戦うエースを見守った。第51話では、ウルトラフェザーでリンドンを倒してその犠牲となった南原隊員の許婚・珠子をウルトラクラウンで蘇らせた。
- 着ぐるみは新規造形[18]。第51話での手袋とブーツは赤ではなく、銀色になっている。
- 第40話の登場映像は第39話の流用[18]。
- 『A』第38話での「魂だけの存在」という発言が活かされているように演出されている[19]。

### 『ウルトラマンレオ』
第38・39話に登場。第38話ではモロボシ・ダンの回想シーンにのみ登場し、ウルトラキーで悪魔の星・デモス一等星を破壊した。第39話では、ウルトラ兄弟に仲間入りしたウルトラマンレオとアストラを見守っていた。
- 『小学三年生』（小学館）1974年9月号では、マグマ星人の捕虜になっているアストラの探索を宇宙警備隊に命じたと紹介されている。当初、第22話の脚本ではウルトラの父に救出されたアストラがレオとの再会を果たすという展開が予定されていたが、番組のテコ入れのために「ウルトラマンキングに助けられた」という設定に変更された。
- 放送当時に連載された内山まもるの漫画版では、第1話でタロウ＝東光太郎に代わって地球を守るようにセブンを地球に送り出しているほか、 バンゴの回では光の国からエネルギーを与えてダンをセブンに1分間だけ変身させている。
- 『小学二年生』や『小学三年生』の雑誌記事では、第34話「ウルトラ兄弟永遠の誓い」でウルトラマンジャックがダンから預かった溶けたウルトラアイを、 ウルトラの父が修理に必要な特殊金属を光の国にて採掘し、旋盤のような機械で型抜きしているイラスト付きの解説で紹介されている。
- ウルトラの父がウルトラキーを持ってゾフィー、初代ウルトラマン、ウルトラマンジャック、ウルトラマンエースとともにウルトラの星で立っている特写スチール写真が存在[20][21]。

### 『ウルトラマン80』
第38話に登場。空に映るイメージとして登場し、ゴースドンの攻撃を喰らった矢的猛＝ウルトラマン80を励ました。

### 映画『ウルトラマン物語』
タロウが幼年期のころからウルトラの母と共に登場しており、成長する息子を見守り続けてきた（タロウが慢心して訓練中に油断した時も、不満を聞いた上で一喝する厳格さを見せた）。
- スーツは新規造形[22]。

### 映画『新世紀ウルトラマン伝説』
他のウルトラ戦士とともに天空魔と戦った。

### 映画『新世紀2003ウルトラマン伝説 THE KING'S JUBILEE』
ウルトラマンキングの誕生日を他のウルトラ戦士とともに祝福した。

### 『ウルトラマンメビウス』
第1話、第27話、第29話、第37話、第49・50話、『ウルトラマンメビウス外伝 ヒカリサーガ』SAGA3に、ファザーマントを纏った姿で登場。
以下、時系列順に解説。
第1話ではメビウスにメビウスブレスを授け、地球に派遣した。
第27話では途方もない脅威が迫っていることを察知。第29話ではメビウスに光の国への帰還を命じ、タロウを再び地球防衛に向かわせた。しかし、結局メビウスを光の国へ帰すことはできなかった。
『ヒカリサーガ』SAGA3では、ウルトラマンヒカリから途方もない脅威の調査を志願された際に難色を示すが、ゾフィーに説得されて承諾し、ババルウ星人と戦うヒカリを見守った。
第37話ではジャシュラインによって黄金像にされたメビウスを救うため、久々に地球に降臨。ジャシュラインを軽々といなしつつ、メビウスを元の姿に戻した。ジャシュラインを倒せたものの力不足を痛感するメビウスを励まし、ウルトラマンとして戦うことは地球人の希望であり続けることであると説いた。
第49話ではエンペラ星人の回想シーンに登場。ウルティメイトブレードでエンペラ星人の腹部に傷を負わせたのと同時に、自身の腹部に傷を負ってしまう。
第50話では光の国からエンペラ星人に光を闇で消すことはできないと告げた。
- マントのデザインは丸山浩によって新規に描き起こされている[23]。肩の付近にはデザイン画に描かれていなかったスターマークが付いているが、これは以前にウルトラマンフェスティバルの会場で子供たちから「ウルトラの父にはスターマークが付いていないのか？」と問われたため、付けられたものである[24]。
- 第37話監督のアベユーイチは、過去の作品では明確でなかったウルトラの父の強さや格好良さを見せることで戦士として尊敬される存在であることを描写し、人間と戦士であるウルトラマンとで父子のあり方の違いを描くことをテーマとしている[25]。

### 映画『大怪獣バトル ウルトラ銀河伝説 THE MOVIE』
プラズマスパークタワーのエネルギーコアが示した異常な反応を見て、ゾフィー、初代マン、セブン、メビウスに警告した。やがて、光の国に侵入したかつての戦友でもあるウルトラマンベリアルに一度は説得を試みるが、完全にウルトラ戦士の心を捨てたベリアルと戦う。一度は優位に立ったが、エンペラ星人との相打ちで負った傷を直撃されて敗北。ベリアルにプラズマスパークタワーを奪われて凍り付いてしまうが、ウルトラマンゼロによってプラズマスパークタワーが光の国に戻ると復活した。
- 当初は過去の姿を登場させる予定はなく、造型の品田冬樹からの提案によって制作された[26]。

### 映画『ウルトラマンゼロ THE MOVIE 超決戦!ベリアル銀河帝国』
ゼロが謎の敵（カイザーベリアル）の調査を志願した際、難色を示したセブンとは対照的に「それが運命かもしれない」と容認。「ウルトラマンゼロに我らの光を！」という掛け声と同時に、ゼロにマルチバースを超えるためのエネルギーを他のウルトラマンたちとともに注いだ。

### 『ウルトラマンギンガ』
第6話でタロウの回想シーンに登場。自分のようになりたいと言ったタロウを、父を超えてほしいという思いから叱り付けた。
ダークスパークウォーズでウルトラの母やウルトラ5兄弟とともにタロウを庇ってスパークドールズに変えられたが、第11話でタロウを光の中から激励した。

### 『ウルトラマンジード』
第24話・第25話に登場。
第24話では光の国からベリアル アトロシアスのエネルギーを感じ取り、ウルトラの母とともに不安な表情を浮かべた。第25話では苦戦するジードの前に駆け付け、ウルトラコクーンを用いてアトロシアスを閉じ込めて時間を稼ぎ、ジードたちの態勢の立て直しに貢献する。戦いが終わった後は肉体が復活したキングとともにジードを労いつつ、テレポーテーションで光の国に帰還した。
- 当初はラストに光の国でウルトラの父がジードを新たな戦士として認めるという展開が構想されており、地球への登場はその名残である[27]。第17話でベリアルがウルトラマンジード マグニフィセントをケンと見間違えることが、登場への伏線となっていた[27]。第24話・第25話の監督を務めた坂本浩一は、救援のウルトラ戦士が突然登場する展開は第2期ウルトラシリーズを意識したものであることを述べている[27]。

### 『ウルトラギャラクシーファイト 大いなる陰謀』
『ウルトラ銀河伝説』と同じく、ウルトラマンケンとしてウルティメイトウォーズ（ウルトラ大戦争）当時のバックルや髭もなく、小ぶりのウルトラホーンとなっている容姿で登場。2009年公開の映画『大怪獣バトル ウルトラ銀河伝説 THE MOVIE』以来の映像作品への登場となる。
ベリアルと共に光の国を守った功績を讃えられ、宇宙警備隊の初代隊長に任命される。

## 関連する力を持つ戦士
ウルトラマンジード マグニフィセント
ウルトラマンジード ダンディットトゥルース

## その他
- 「昭和第2期ウルトラシリーズ」放送当時、小学館の『小学五年生』編集部に在籍していた福島征英は、映画『ゴッドファーザー』からウルトラの父を着想したと述べている[29]。
- ウルトラの父のデザインは『ウルトラマンA』の放映開始後に一般公募し、その最優秀作品が採用されている（予告編で原画が紹介された）[30]。ウルトラの父初登場の回は、抽選によるスクリーン公開も行われた。
- 『ウルトラマンA』第27話（初登場時）のスーツは新造ではなく、第1話で使用されたゾフィーのスーツを改造して製作したものである（ゾフィーの腹部にある線が薄く確認できるほか、ゾフィーのトサカの黒が後頭部にのみ確認できる）。
- ウルトラ大戦争における戦いの様子は、『ウルトラマンタロウ』第25話や『ウルトラマンメビウス』第49話などの回想シーンにてわずかながら見られ、『タロウ』第25話のイラストではダンガー、ゴキネズラ、ザゴラスと戦っている姿が、『メビウス』第49話ではウルティメイトブレードを手にエンペラ星人と一騎討ちを繰り広げる姿が、それぞれ確認できる。
- バラエティ番組への出演
  - 『めちゃ×2イケてるッ!』では、『大怪獣バトル ウルトラ銀河伝説 THE MOVIE』のオーディションに途中から他のウルトラ戦士と共に審査員として登場した。杉浦太陽に怒られて合格が危うくなったゼットンに、肩を揉まれていた。
  - 『はねるのトびら』では、ウルトラマン、ウルトラセブン、ウルトラマンゼロ、ウルトラの母と共に『ウルトラマンゼロ THE MOVIE 超決戦!ベリアル銀河帝国』の宣伝も兼ねて登場し、全員でインパルス堤下敦のバレエレッスンに参加して踊りも見せたが、カイザーベリアルに呼び戻され、帰って行った。
- 広告出演
  - JR博多シティのテレビCM「Amu Ultra 4th Anniversary」[31]編および「AMU ULTRA Bargain」編[32]で、ウルトラの母と共演した。
  - 育毛剤「チャップアップ」（株式会社ソーシャルテック）の広告に出演。キャッチコピーは「育毛の父 ウルトラ育毛剤」[33][34]。
- 受賞歴
  - 「イクメン・オブ・ザ・イヤー 2015」でイクメンキャラクター部門を受賞し、ウルトラの母を伴って授賞式に登壇した[35]。